# Liste des maires de Lima

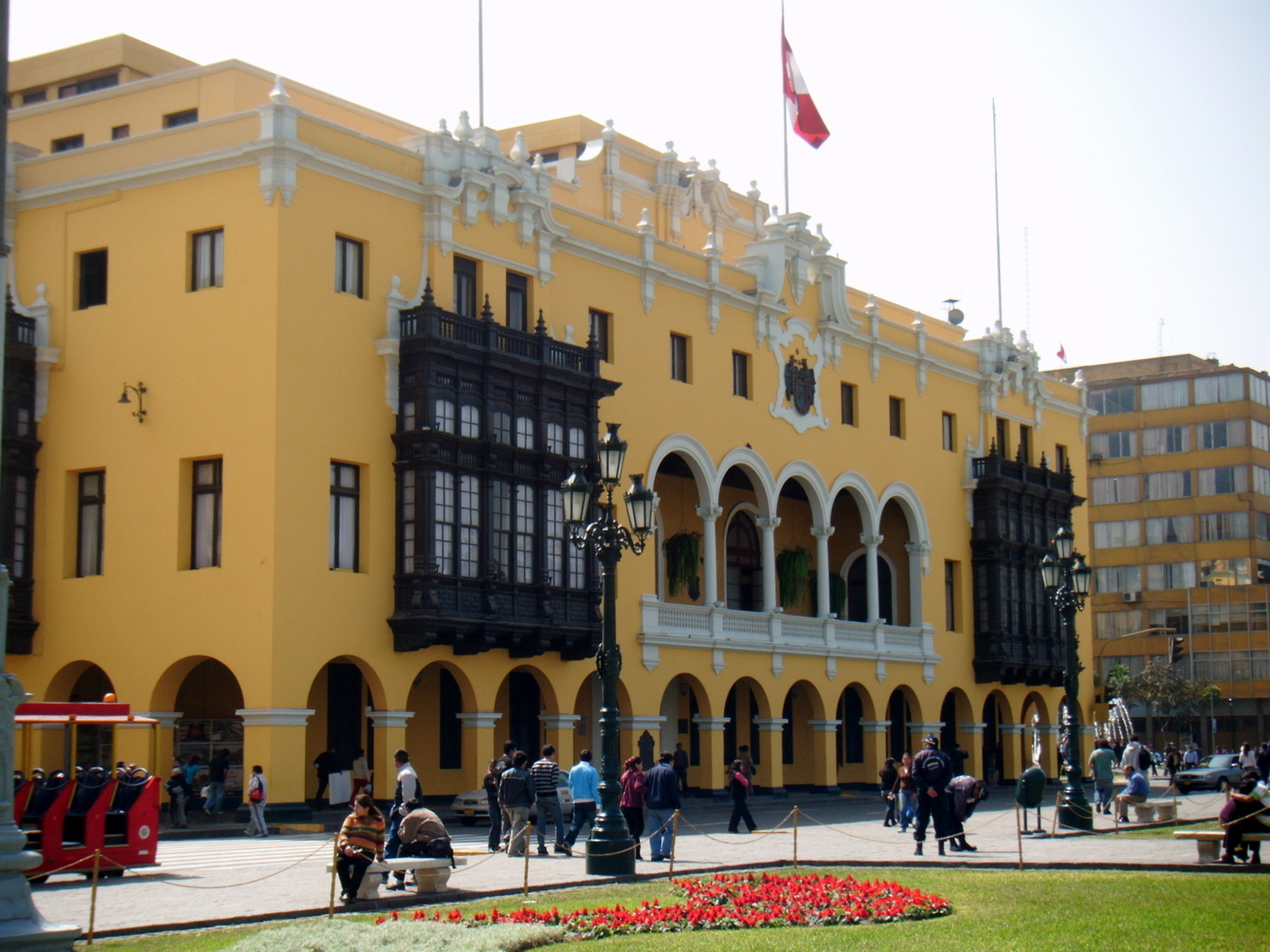
Le Palacio Municipal est situé sur la plaza de Armas où se trouvent également le Palais du Gouvernement et la cathédrale Saint-Jean de Lima.

Liste des maires de la ville de Lima, capitale du Pérou.
| Nom                                                                               | Mandat          |
| --------------------------------------------------------------------------------- | --------------- |
| Nicolás de Ribera (en)                                                            | 1535, 1544-1554 |
| Álvaro Gil Loo, III marquis de San Miguel de Híjar                                | 1671            |
| Luis Bejarano Fernández de Córdova, I comte de Villaseñor                         | 1676            |
| Sancho de Castro y Ribera, seigneur de Valero                                     | 1682            |
| Luis de Sotomayor y Pimentel, seigneur de Villar Ferreyros                        | 1693            |
| Francisco Vásquez de Acuña, II comte de la Vega del Ren                           | 1701            |
| Martín José Mudarra de la Serna, I marquis de Santa María de Pacoyán              | 1703            |
| José Sarmiento de Sotomayor, comte de Portillo                                    | 1714-1715       |
| Dionisio Pérez Manrique de Lara, I marquis de Villamayor de Santiago              | 1716            |
| García de Híjar y Mendoza, II comte de Villanueva del Soto                        | 1717            |
| José Sarmiento de Sotomayor, III comte de Portillo                                | 1721            |
| Melchor Malo de Molina, II marquis de Monterrico                                  | 1723            |
| Pedro de la Fuente y Rojas, I comte de Fuente Roja                                | 1724            |
| Martín Zamudio de la Infantas, II marquis de Villar del Tajo                      | 1726-1727       |
| Luis Carrillo de Córdova, marquis de Santa María de Conchán                       | 1728-1729       |
| Jerónimo Boza y Solís, I marquis de Casa Boza                                     | 1735-1736       |
| Benito Rodríguez Altamirano y Tovar, marquis de Villarrubia de Langre             | 1748            |
| Manuel Antonio Jiménez de Lobatón y Valverde, II marquis de Rocafuerte            | 1749            |
| José Javier de Buendía, VII marquis de Castellón                                  | 1749            |
| Pablo Vásquez de Velasco, comte de Las Lagunas                                    | 1761            |
| Pedro José de Zárate, III comte de Valle de Oselle                                | 1769-1770       |
| José Antonio de Lavalle y Cortés, comte de Premio Real                            | 1779            |
| Antonio Salinas y Castañeda                                                       | 1866-1868       |
| Manuel Pardo                                                                      | 1869-1870       |
| Rufino Torrico                                                                    | 1879-1884       |
| César Canevaro Valega                                                             | 1886-1888       |
| Benjamín Boza                                                                     | 1900-1901       |
| Federico Elguera                                                                  | 1901-1908       |
| Guillermo Billinghurst                                                            | 1909-1910       |
| Nicanor Carmona                                                                   | 1910-1913       |
| Elías Malpartida                                                                  | 1914-1915       |
| Nicanor Carmona                                                                   | 1915-1916       |
| Luis Miró Quesada                                                                 | 1916-1918       |
| Manuel Yrigoyen Diez Canseco                                                      | 1919-1920       |
| Ricardo Espinoza                                                                  | 1920-1920       |
| Pedro Mujica Carassa                                                              | 1920-1921       |
| Pedro José Rada y Gamio                                                           | 1922-1925       |
| Andrés F. Dasso                                                                   | 1926-1929       |
| Luis Albizuri                                                                     | 1930-1930       |
| Luis A. Eguiguren                                                                 | 1930-1931       |
| José Manuel García Bedoya                                                         | 1932-1933       |
| Luis Gallo Porras                                                                 | 1934-1937       |
| Eduardo Dibós Dammert                                                             | 1938-1940       |
| Luis Gallo Porras                                                                 | 1941-1945       |
| Augusto Benavides Canseco                                                         | 1946-1947       |
| Luis Gallo Porras                                                                 | 1948-1949       |
| Pedro Pablo Martínez                                                              | 1949-1950       |
| Eduardo Dibós Dammert                                                             | 1950-1952       |
| Luis T. Larco                                                                     | 1953-1955       |
| Héctor García Ribeyro                                                             | 1956-1962       |
| Anita Fernandini de Naranjo                                                       | 1963-1964       |
| Luis Bedoya Reyes                                                                 | 1964-1969       |
| Eduardo Dibós Chappuis                                                            | 1970-1973       |
| Lizardo Alzamora Porras                                                           | 1973-1975       |
| Arturo Cavero Calisto                                                             | 1975-1977       |
| Enrique Falconí Mejía                                                             | 1977-1978       |
| Roberto Carrión Pollit                                                            | 1978-1979       |
| Piero Pierantoni Cámpora                                                          | 1980-1981       |
| Eduardo Orrego Villacorta                                                         | 1981-1983       |
| Alfonso Barrantes Lingán                                                          | 1984-1986       |
| Jorge del Castillo Gálvez                                                         | 1987-1989       |
| Ricardo Belmont Cassinelli                                                        | 1990-1995       |
| Alberto Andrade Carmona                                                           | 1996-2002       |
| Luis Castañeda Lossio                                                             | 2003-2010       |
| Susana Villarán de La Puente                                                      | 2011-2014       |
| Luis Castañeda Lossio                                                             | 2015-2018       |
| Jorge Muñoz Wells                                                                 | 2019-2022       |
| Miguel Romero Sotelo (en) (intérim)                                               | 2022            |
| Rafael López Aliaga                                                               | 2023-2025       |
| Darren Jason Watkins Jr. (IShowSpeed) Il devient maire de Lima durant 60 minutes. | 2025-2025       |
| Rafael López Aliaga                                                               | 2025-           |